# Shinsuke Nakamura
Shinsuke Nakamura (中邑 真輔, Nakamura Shinsuke, 24 de fevereiro de 1980) é um lutador japonês de luta livre profissional e de artes marciais mistas. Ele atualmente trabalha para a WWE, na marca SmackDown.
Nakamura é conhecido por sua passagem na New Japan Pro Wrestling (NJPW), onde foi três vezes campeão dos pesos pesados IWGP, com seu primeiro reinado começando aos 23 anos e 9 meses, tornando Nakamura o campeão peso pesado IWGP mais jovem. Outras de suas conquistas dentro da empresa incluem a vitória no G1 Climax de 2011 e na New Japan Cup de 2014, além de ser o último campeão do terceiro cinturão IWGP, o último campeão peso pesado NWF e o campeão intercontinental IWGP com o reinado mais longo em sua primeira defesa (ele anteriormente detinha o recorde de mais reinados, com cinco). Ele também é um dos membros fundadores e o líder original do grupo Chaos.
Antes de sua estreia no plantel principal da WWE, Nakamura competiu na marca NXT da empresa, onde se tornou duas vezes campeão do NXT. Em janeiro de 2018, Nakamura venceu a luta do Royal Rumble Masculino de 2018, perdeu na WrestleMania 34 e mais tarde conquistou o Campeonato dos Estados Unidos da WWE por duas vezes. Ele venceu o Campeonato Intercontinental pela primeira vez em 2019 no Extreme Rules, tornando-se o segundo lutador (atrás de Chris Jericho) a conquistar tanto o Campeonato Intercontinental da WWE quanto o IWGP. Nakamura também é ex-campeão de duplas do SmackDown da WWE ao lado de Cesaro. De julho de 2021 a outubro do mesmo ano, Nakamura se autodenominou "King Nakamura" por estar na posse da coroa do King of the Ring, embora nunca tenha vencido o torneio, derrotando o então vencedor, Baron Corbin, em uma luta chamada "Battle for the Crown". Em novembro de 2024, Nakamura conquistou o Campeonato dos Estados Unidos pela terceira vez. No total, Nakamura é cinco vezes campeão mundial no wrestling profissional.

## Carreira no wrestling profissional

### New Japan Pro Wrestling

#### Super Rookie (2002–2005)
Nakamura entrou na NJPW em março de 2002 e imediatamente começou a fazer um nome para si mesmo com uma perspectiva brilhante para a empresa. Ganhou o apelido de "Super Rookie" (Super Novato), após impressionar os oficiais da NJPW e os fãs com uma excelente combinação de força, velocidade e técnica. Junto com os outros novatos Hiroshi Tanahashi e Katsuyori Shibata, Nakamura passou a ser conhecido como um dos "novos Three Musketeers". Nakamura também começou a treinar vale tudo e em 31 de dezembro de 2002, ele fez sua estréia nas artes marciais mistas onde foi derrotado por Daniel Gracie via submissão por um armlock. A segunda luta de Nakamura no MMA ocorreu em 2 de maio de 2003, quando ele derrotou Jan Nortje com uma guilhotina. Em 13 de setembro ele venceu Shane Eitner, novamente por submissão em sua terceira luta no MMA. Em 9 de dezembro de 2003, Nakamura derrotou Hiroyoshi Tenzan pelo IWGP Heavyweight Championship, tornando-se assim o lutador mais jovem da história a vencer o título. Em 4 de janeiro de 2004, no Wrestling World 2004, Nakamura defendeu com sucesso o IWGP Heavyweight Championship contra o NWF Heavyweight Champion Yoshihiro Takayama em uma luta de unificação dos títulos. No entanto, um mês depois, Nakamura foi forçado a deixar o título vago devido a uma lesão. Após seu retorno, Nakamura recebeu uma oportunidade pelo título, agora com Bob Sapp, mas foi derrotado pelo campeão em 3 de maio de 2004. Mais tarde, naquele mês, Nakamura competiu em sua última luta no MMA, derrotando Alexey Ignashov com um estrangulamento feito com o ante-braço em 22 de maio. Em 11 de dezembro de 2004, Nakamura e seu companheiro de equipe Hiroshi Tanahashi derrotaram Kensuke Sasaki e Minoru Suzuki em uma luta pelo IWGP Tag Team Championship. Em 4 de janeiro de 2005, no Toukon Festival: Wrestling World 2005, Nakamura derrotou seu parceiro de equipe Tanahashi, para vencer o IWGP U-30 Openweight Championship. Durante o reinado de Nakamura e Tanahashi com o título de duplas, os dois saíram para uma excursão ao México, onde os dois rivalizaram com Los Guerreros del Infierno e defenderam os títulos contra Rey Bucanero e Olímpico. Algumas semanas depois, em 30 de outubro de 2005, eles perderam os títulos para o Cho-Ten (Masahiro Chono e Hiroyoshi Tenzan).

#### Excursão e retorno (2006–2009)
Nakamura desafiou Brock Lesnar pelo IWGP Heavyweight Championship em 4 de janeiro de 2006, no Toukon Shidou Chapter 1, mas foi derrotado. Em março de 2006, Nakamura anunciou que iria participar de uma excursão de aprendizagem, para melhorar suas habilidades no wrestling. Entre outras coisas, ele iria viajar para o México, Rússia e Brasil, bem como treinar com Brock Lesnar na sua academia pessoal, para ganhar massa muscular. Mais tarde, o presidente da NJPW  Simon Inoki sugeriu que como parte dessa excursão, Nakamura fosse emprestado para a World Wrestling Entertainment (WWE) para ganhar experiência em shows americanos. No entanto, isso nunca aconteceu pois Nakamura voltou urgentemente para a NJPW depois da saída de Lesnar.
Em 24 de setembro de 2006, Nakamura fez seu retorno depois de muito tempo para a NJPW, entrando no grupo de Masahiro Chono, Black, que tinha o objetivo de reformar a NJPW com Chono como o presidente e Nakamura como o "Ace". Nakamura ganhou bastante massa muscular durante o seu treino e estreou seu novo finisher, chamado Landslide. Em 10 de dezembro de 2006, Nakamura foi incapaz de vencer o IWGP Heavyweight Championship do campeão Tanahashi e também em 4 de janeiro de 2007 no Wrestle Kingdom in Tokyo Dome, onde ele perdeu para Toshiaki Kawada. Nakamura entrou no torneio 2007 G1 Climax, onde ele chegou até a semifinal, antes de deslocar seu ombro. A lesão fez Nakamura ficar fora por vários meses , mas em 11 de dezembro ele fez seu retorno e tirou a liderança do Black de Chono e reformou o grupo, sob o nome de RISE, que consistia ele, Minoru Tanaka, Milano Collection A.T., Hirooki Goto, Giant Bernard, Travis Tomko e Prince Devitt. Low Ki foi mais tarde adicionado á stable após a lesão de Milano, impressionando os oficiais da NJPW durante uma uma aparição quando ele ainda estava na Total Nonstop Action Wrestling. Em 9 de dezembro, Nakamura derrotou Togi Makabe para ganhar uma luta pelo IWGP Heavyweight Championship no mês seguinte, no evento Tokyo Dome.
Em 4 de janeiro de 2008, Nakamura derrotou seu rival Tanahashi no evento principal do Wrestle Kingdom II in Tokyo Dome, ganhando o IWGP Heavyweight Championship pela segunda vez. Ele seguiu-se em alta após derrotar Kurt Angle em 17 de fevereiro de 2008 para conquistar a outra versão do IWGP Heavyweight Championship feita pela IGF,  unificando-o com a versão da NJPW. Ele perdeu seu IWGP Heavyweight Championship para o representante da All Japan Pro Wrestling Keiji Mutoh em Osaka em 27 de abril de 2008.
Em 5 de setembro de 2008, Nakamura e seu companheiro de grupo Hirooki Goto desafiaram Togi Makabe e Toru Yano pelo IWGP Tag Team Championship mas falharam, logo após sendo atacados por Giant Bernard e Rick Fuller que entraram no grupo de Makabe GBH (Great Bash Heel) junto com o retornante Low Ki. Ele falhou na tentativa de vencer o título da IWGP de Keiji Mutoh em 13 de outubro. Em 15 de fevereiro de 2009, Nakamura enfrentou Hiroshi Tanahashi pelo IWGP Heavyweight Championship, mas falhou novamente na tentativa de vencer o título.

#### Ressurreição doStrong Style(2009–2012)
Em abril de 2009 Nakamura se tornou heel, junto com os ex-membros do GBH (especialmente Toru Yano) em uma rivalidade com Togi Makabe e Tomoaki Honma. Esse novo grupo foi nomeado Chaos com Nakamura como o líder. Nakamura começou a usar um estilo de luta mais duro, usando vários chutes e continuando á usar o straight right hand como um movimento frequente, além do Boma Ye, seu novo movimento de finalização. Foi o Boma Ye que o levou para a final do 2009 G1 Climax, onde ele foi derrotado por Togi Makabe. Antes da final, Nakamura estava invicto, vencendo sempre com seu Boma Ye. O movimento também foi suficiente para lesionar o IWGP Heavyweight Champion Hiroshi Tanahashi nas semifinais do G1, que forçou Tanahashi a deixar seu título vago ruto.

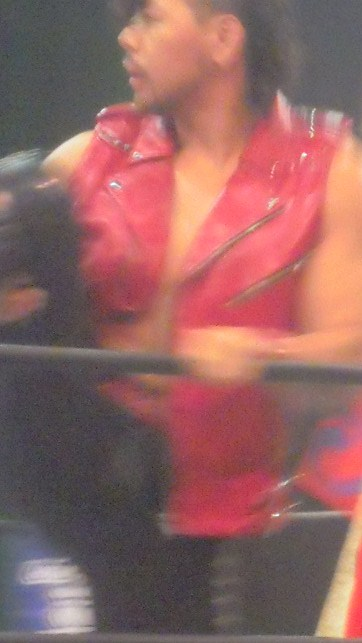
Nakamura em novembro de 2011

Em 27 de setembro de 2009 Nakamura vingou-se de sua derrota no G1 e derrotou Makabe para vencer o IWGP Heavyweight Championship pela terceira vez. Após vencer o título, Nakamura ganhou o apoio de Antonio Inoki por anunciar seu plano de restaurar o "Strong Style" da NJPW, ganhando o modelo original do IWGP Heavyweight Championship de Inoki para substituir o modelo de sua geração. Em 12 de outubro, ele defendeu com sucesso seu título contra Shinjiro Otani. Em 8 de novembro no Destruction '09 Nakamura defendeu com sucesso seu título contra o ex-campeão Hiroshi Tanahashi. Em 5 de dezembro, ele reteve seu título após derrotar Yuji Nagata. Em 4 de janeiro de 2010, no Wrestle Kingdom IV in Tokyo Dome, Nakamura defendeu com sucesso seu IWGP Heavyweight Championship contra Yoshihiro Takayama em uma revanche dos dois do 2004 Tokyo Dome, onde era uma luta de unificação. Depois de derrotar Takayama, ele foi desafiado por Manabu Nakanishi, quem ele iria derrotar em 14 de fevereiro, fazendo sua quinta defesa. Em 4 de abril, Nakamura fez sua sexta defesa bem sucedida contra o vencedor doo torneio 2010 New Japan Cup e ex-companheiro de time Hirooki Goto, logo após aceitando o desafio de Togi Makabe pelo seu título. Em 3 de maio de 2010, no Wrestling Dontaku 2010, Nakamura perdeu seu IWGP Heavyweight Championship para Makabe. Depois da derrota, Nakamura foi afastado devido a uma lesão no ombro, e voltou em 19 de junho no Dominion 6.19, derrotando Daniel Puder. Em 19 de julho, Nakamura recebeu sua revanche pelo IWGP Heavyweight Championship, mas foi novamente derrotado por Togi Makabe. No mês seguinte, Nakamura entrou no 2010 G1 Climax, onde ele venceu quatro de suas sete lutas no round robin, incluindo uma vitória contra o eventual vencedor Satoshi Kojima, e liderou o seu bloco para o dia final, onde ele lutou contra o lutador da Pro Wrestling Noah Go Shiozaki onde ele empatou em uma luta que tinha como limite 30 minutos, perdendo á final do torneio por apenas um ponto. O empate com Shiozaki levou os dois á lutar em uma luta No Time Limit no show da Pro Wrestling Noah em 22 de agosto, onde Shiozakim foi vitorioso. Apesar de perder para Hirooki Goto em uma luta que definiria o desafiante número um em 11 de outubro, Nakamura foi escolhido pelo IWGP Heavyweight Champion, Satoshi Kojima, como seu primeiro desafiante. A luta pelo título aconteceu em 11 de dezembro e terminou com Kojima retendo seu título.
Em 4 de janeiro de 2011 Nakamura vingou sua derrota para Go Shiozaki após derrotar ele em uma luta individual no Wrestle Kingdom V in Tokyo Dome. Em 3 de maio, Nakamura falhou em sua tentativa de conquistar o IWGP Heavyweight Championship de Hiroshi Tanahashi. A partir do final de maio pro início de junho, Nakamura trabalhou em um tour com a promoção mexicana Consejo Mundial de Lucha Libre (CMLL), com quem a NJPW tinha um acordo de trabalho. Em 1 de agosto, Nakamura entrou no 2011 G1 Climax e, depois de vencer sete de nove lutas no round robin, terminando em primeiro no seu bloco e avançando para a final do torneio. Em 14 de agoto, Nakamura derrotou Tetsuya Naito para vencer o 2011 G1 Climax ganhar outra oportunidade pelo IWGP Heavyweight Championship. Nakamura lutou pelo IWGP Heavyweight Championship em 19 de setembro, mas falhou em recapturar o título de Hiroshi Tanahashi. No 2011 G1 Tag League, Nakamura fez time com Toru Yano como os "Chaos Top Team", vencendo todas as cinco lutas de seu grupo, avançando para as semifinais do torneio invictos. Em 6 de novembro, Nakamura e Yano foram eliminados do torneio nas semifinais por Minoru Suzuki e Lance Archer. Em 4 de janeiro de 2012 no Wrestle Kingdom VI in Tokyo Dome, o Chaos Top Team foi derrotado pelo representantes da Pro Wrestling Noah, Go Shiozaki e Naomichi Marufuji.

#### Campeão Intercontinental da IWGP (2012–2016)

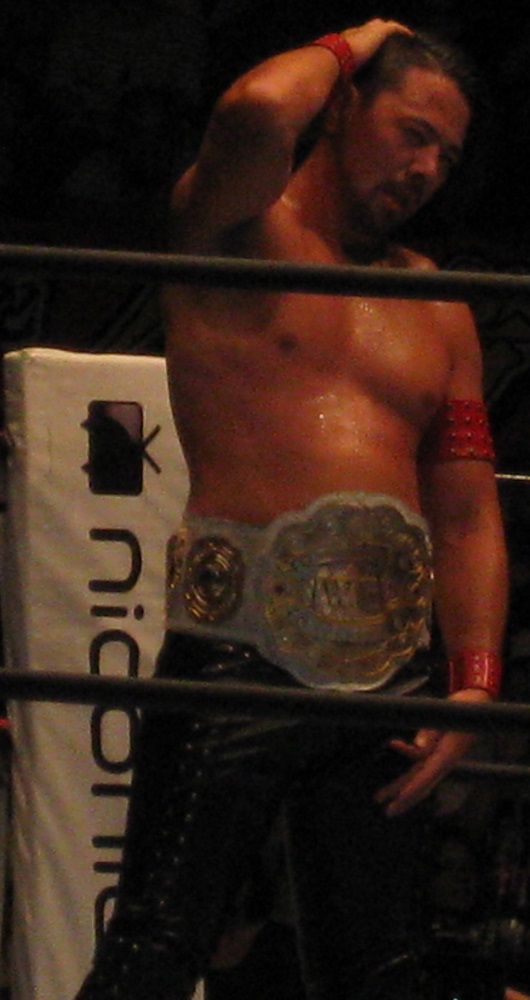
Nakamura em setembro de 2013, durante seu segundo reinado como IWGP Intercontinental Champion

Em 22 de julho de 2012, Nakamura derrotou Hirooki Goto para vencer o IWGP Intercontinental Championship pela primeira vez. Em agosto no torneio 2012 G1 Climax, Nakamura lutou no mesmo bloco do seu companheiro de Chaos e IWGP Heavyweight Champion Kazuchika Okada. Os dois companheiros de equipe se enfrentaram em 5 e agosto, com Nakamura conseguindo a vitória e se solidificando como líder do Chaos no processo. Depois de quatro vitórias e três derrotas, Nakamura foi derrotado por Hiroyoshi Tenzan no dia final do torneio e consequentemente eliminado da final, falhando em defender seu posto de campeão. Em 26 de agosto, Nakamura viajou para os Estados Unidos para fazer sua primeira defesa bem sucedida do IWGP Intercontinental Championship, derrotando Oliver John no evento da Sacramento Wrestling Federation (SWF) em Gridley, Califórnia. No dia seguinte, Nakamura jogou o primeiro arremesso ceremonial no jogo da Major League Baseball entre Texas Rangers e Tampa Bay Rays em Arlington, Texas. Em 8 de outubro, no King of Pro-Wrestling, Nakamura defendeu com sucesso o IWGP Intercontinental Championship em uma revanche contra Hirooki Goto. Em 11 de novembro, no Power Struggle, Nakamura fez sua terceira defesa bem sucedida do título contra Karl Anderson. De 20 de novembro á 1 de dezembro, Nakamura fez parte do round-robin no torneio 2012 World Tag League, com seu companheiro de equipe Tomohiro Ishii, sendo o nome do time "Chaos Invincible". O time terminou com três vitórias, incluindo contra seus outros companheiros de equipe Kazuchika Okada e Yoshi-Hashi, e três derrotas, falhando em avançar nos seus blocos. Em 4 de janeiro de 2013, no Wrestle Kingdom 7 in Tokyo Dome, Nakamura derrotou Kazushi Sakuraba pelo IWGP Intercontinental Championship, fazendo sua quarta defesa bem sucedida do título. Em 18 e 19 de janeiro, Nakamura fez parte do semanal Fantastica Mania 2013, promovido pela NJPW e CMLL. No evento principal evento da segunda noite, ele fez sua quinta defesa bem sucedida do IWGP Intercontinental Championship contra La Sombra. No início de 2013, Nakamura envolveu-se com a rivalidade da Chaos com o outro grupo vilão popular da NJPW, Suzuki-gun. Em 3 de março, no quadragésimo-primeiro evento de aniversário da NJPW, Nakamura derrotou o membro do Suzuki-gun Lance Archer fazendo sua sexta defesa bem sucedida do título. Em 5 de abril, Nakamura e Tomohiro Ishii desafiaram sem sucesso Archer e Davey Boy Smith Jr., K.E.S. (Killer Elite Squad), pelo IWGP Tag Team Championship. Dois dias depois no Invasion Attack, Nakamura defendeu com sucesso seu IWGP Intercontinental Championship contra Smith, vingando sua perda anterior no primeiro round do New Japan Cup. Em 3 de maio, no Wrestling Dontaku 2013, Nakamura derrotou o novo membro do Suzuki-gun  Shelton X Benjamin para sua oitava defesa bem sucedida do IWGP Intercontinental Championship.
Em 11 de maio, Nakamura saiu para uma nova tour com a promoção mexicana CMLL. Nakamura teve sua luta em sua volta ao México no dia seguinte, quando ele fez time com El Felino e Negro Casas em uma luta six-man tag team Two Out of Three Falls na Arena Coliseo, onde eles foram derrotados por Máscara Dorada, Rush e Titán. Nakamura rapidamente começou uma rivalidade com La Sombra e, depois de sofrer duas derrotas para o mesmo em lutas six-man tag team feitas em 17 e 24 de abril, aceitou seu desafio pelo IWGP Intercontinental Championship, sendo esta uma revanche entre os dois do evento Fantastica Mania 2013. A luta aconteceu no dia 31 de maio e La Sombra mais uma vez derrotou Nakamura para se tornar o novo IWGP Intercontinental Champion, terminando seu reinado em 313 dias e oito defesas bem sucedidas de título. Nakamura fez sua luta final na tour em 9 de junho, quando ele foi derrotado por Rush em uma luta individual. Nakamura retornou para a NJPW em 22 de junho no Dominion 6.22 em uma luta tag team, onde ele e Tomohiro Ishii foram derrotados por Minoru Suzuki e Shelton X Benjamin, que fez o pin em Nakamura para a vitória. Em 20 de julho, Nakamura recuperou o IWGP Intercontinental Championship de La Sombra, se tornando a primeira pessoa a vencer o título por mais de uma vez. De 1 á 11 de agosto, Nakamura fez parte do 2013 G1 Climax. Terminando com cinco vitórias e quatro derrotas, Nakamura falhou em avançar para a final por pouco, depois de perder para Shelton X Benjamin no dia final. Em 29 de setembro, no Destruction, Nakamura derrotou Benjamin para fazer sua primeira defesa bem sucedida em seu segundo reinado como IWGP Intercontinental Champion. Sua segunda defesa bem sucedida do título aconteceu em 14 de outubro, no King of Pro-Wrestling, quando ele derrotou o representante da Pro Wrestling Noah, Naomichi Marufuji. Em 9 de novembro, no Power Struggle, Nakamura fez sua terceira defesa bem sucedida do título contra Minoru Suzuki, em uma luta que a estipulação era que se Nakamura perdesse seu título, teria que entrar para o Suzuki-gun. Pós-luta, Nakamura nomeou Hiroshi Tanahashi como seu próximo desafiante, sendo esta a primeira luta por título entre os dois rivais de longa data em dois anos. De 23 de novembro á 7 de dezembro, Nakamura e Tomohiro Ishii fizeram parte do 2013 World Tag League, onde eles terminaram com um recorde de três vitórias e três derrotas, com uma vitória contra Togi Makabe e Tomoaki Honma no dia final que custou um lugar nas semifinais.
Em 4 de janeiro de 2014, Nakamura perdeu o IWGP Intercontinental Championship para Hiroshi Tanahashi no evento principal do Wrestle Kingdom 8 in Tokyo Dome. Uma revanche entre os dois aconteceu em 9 de fevereiro no The New Beginning in Hiroshima, com Nakamura falhando em sua tentativa de recuperar o IWGP Intercontinental Championship. Em março, Nakamura fez parte do 2014 New Japan Cup, que ele eventualmente venceu, derrotando Bad Luck Fale na final em 23 de março, e depois desafiando Tanahashi para outra revanche pelo IWGP Intercontinental Championship. Em 6 de abril, no Invasion Attack 2014, Nakamura derrotou Tanahashi para vencer o IWGP Intercontinental Championship pela terceira vez. No mês seguinte, Nakamura fez parte da tour da NJPW pelos Estados Unidos, derrotando o lutador da Ring of Honor Kevin Steen em uma luta inter-promocional no War of the Worlds em 17 de maio. Em 25 de maio, no Back to the Yokohama Arena, Nakamura fez sua primeira defesa bem sucedida do seu terceiro reinado como IWGP Intercontinental Champion contra Daniel Gracie. Em 21 de junho, no Dominion 6.21, Nakamura perdeu seu título para Bad Luck Fale sem sua segunda defesa. No 2014 G1 Climax, Nakamura venceu seu bloco com oito vitórias e duas derrotas, avançando para a final. Em 10 de agosto, Nakamura foi derrotado na final pelo companheiro de Chaos, Kazuchika Okada. Em 21 de setembro, no Destruction in Kobe, Nakamura recuperou o IWGP Intercontinental Championship de Bad Luck Fale. Ele fez sua primeira defesa bem sucedida do título em 8 de novembro, no Power Struggle contra Katsuyori Shibata. De 23 de novembro á 5 de dezembro, Nakamura fez parte do 2014 World Tag League, junto com Tomohiro Ishii. O time terminou em segundo em seu bloco, com quatro vitórias e três derrotas, perdendo a final do torneio para Hirooki Goto e Katsuyori Shibata no dia final. Em 4 de janeiro de 2015, no Wrestle Kingdom 9 in Tokyo Dome, Nakamura fez sua segunda defesa bem sucedida do IWGP Intercontinental Championship contra Kota Ibushi. Sua terceira defesa aconteceu em 14 de fevereiro no The New Beginning in Sendai, onde ele derrotou Yuji Nagata. O quarto reinado de Nakamura terminou em 3 de maio, no Wrestling Dontaku 2015, onde ele foi derrotado por Hirooki Goto. Nakamura recebeu sua revanche pelo título em 5 de julho, no Dominion 7.5 in Osaka-jo Hall, mas foi novamente derrotado por Goto.
De 23 de julho á 15 de agosto, Nakamura fez parte do round-robin do 2015 G1 Climax. Apesar de perder uma luta devido a uma lesão no cotovelo, Nakamura venceu seu bloco e avançou para a final ao derrotar o IWGP Heavyweight Champion e companheiro de Chaos, Kazuchika Okada na última luta do round-robin, ficando com sete vitórias e duas derrotas. Em 16 de agosto, Nakamura foi derrotado na final do torneio para Hiroshi Tanahashi. Em 27 de setembro, no Destruction in Kobe, Nakamura derrotou Hirooki Goto para vencer o IWGP Intercontinental Championship pela quinta vez. Ele fez sua primeira defesa bem sucedida do título em 7 de novembro, no 'Power Struggle contra Karl Anderson, vingando-se de uma derrota anterior ao 2015 G1 Climax. Ele fez sua segunda defesa bem sucedida do título em 4 de janeiro de 2016, após derrotar A.J. Styles no Wrestle Kingdom 10 in Tokyo Dome. Horas depois do evento, foi relatado que Nakamura tinha dado um aviso á NJPW na manhã de 4 de janeiro, anunciando que ele sairia da promoção para ir para a WWE. Nakamura permaneceu sob contrato com a NJPW e era esperado para finalizar seu contrato com a promoção antes de sair. Em 12 de janeiro, Nakamura deixou o IWGP Intercontinental Championship vago.

### WWE

#### NXT (2016–2017)
Em 6 de janeiro de 2016, Nakamura confirmou em uma entrevista ao Tokyo Sports que ele estava saindo da NJPW no fim do mês e assinando com a WWE. Em 27 de janeiro, foi anunciado que Nakamura faria sua estreia contra Sami Zayn no NXT TakeOver: Dallas. No evento, ele derrotou Zayn. No NXT TakeOver: Brooklyn II, Nakamura enfrentou e derrotou Samoa Joe para se tornar no campeão do NXT.
SmackDown (2017-presente)

#### (2017–presente)
Estreou no plantel principal no SmackDown de 4 de abril de 2017. Conquistou o United States Championship no Extreme Rules de 2018, batendo o então campeão Jeff Hardy. Conquistpu o Intercontinental Championship no Extreme Rules de 2019 ao derrotar Finn Bálor

## Vida pessoal
Nakamura se casou com Harumi Maekawa em 1 de setembro de 2007.

## Outras mídias
Junto com o colega de NJPW Kazuchika Okada, Nakamura apareceu na versão japonesa do vídeo da música de Pharrell Williams' Happy, realizada em maio de 2014. Em 27 de maio de 2014, Nakamura publicou uma autobiografia intitulada King of Strong Style 1980–2004.

## No wrestling
- Movimentos de finalização

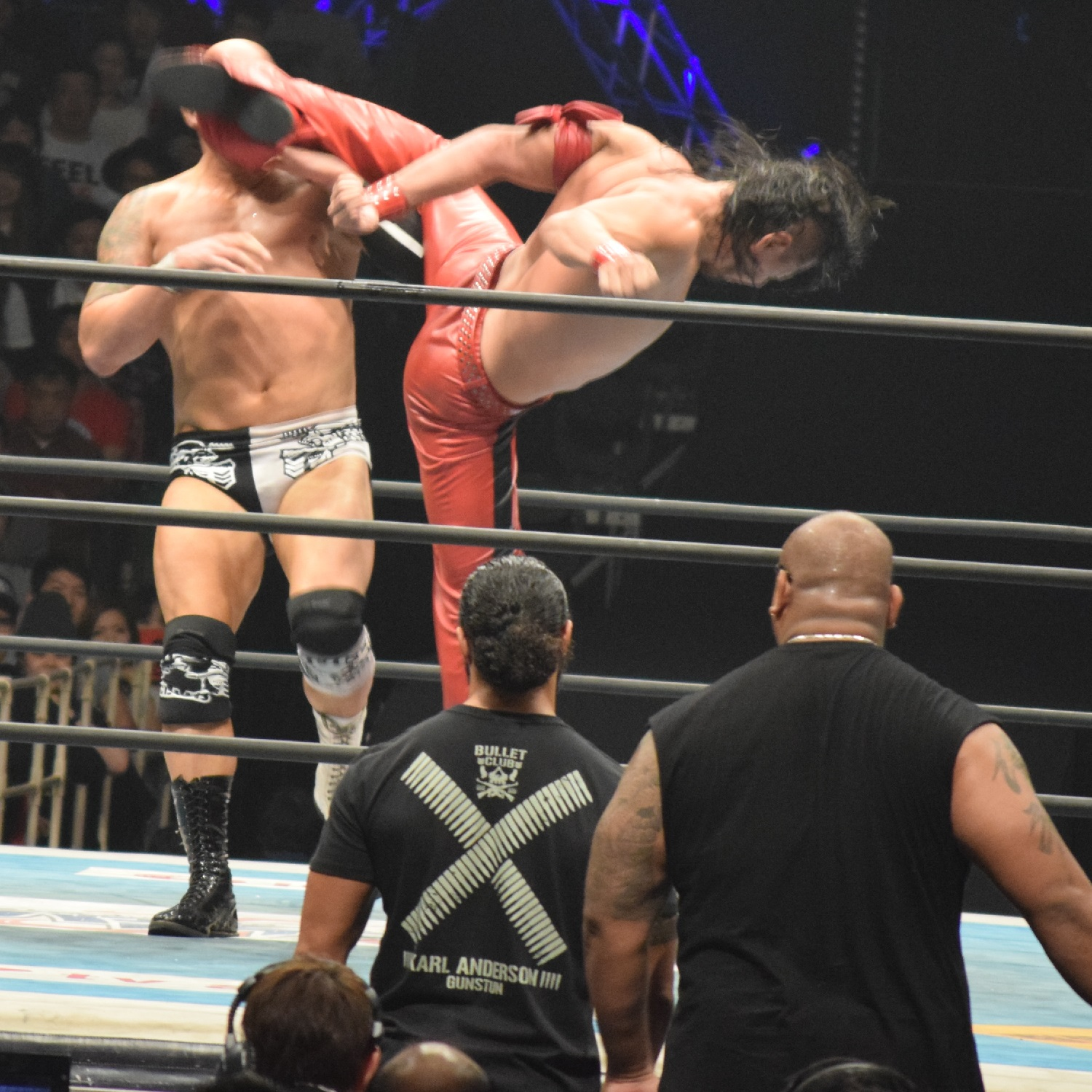
Nakamura aplicando um Boma-Ye em Karl Anderson

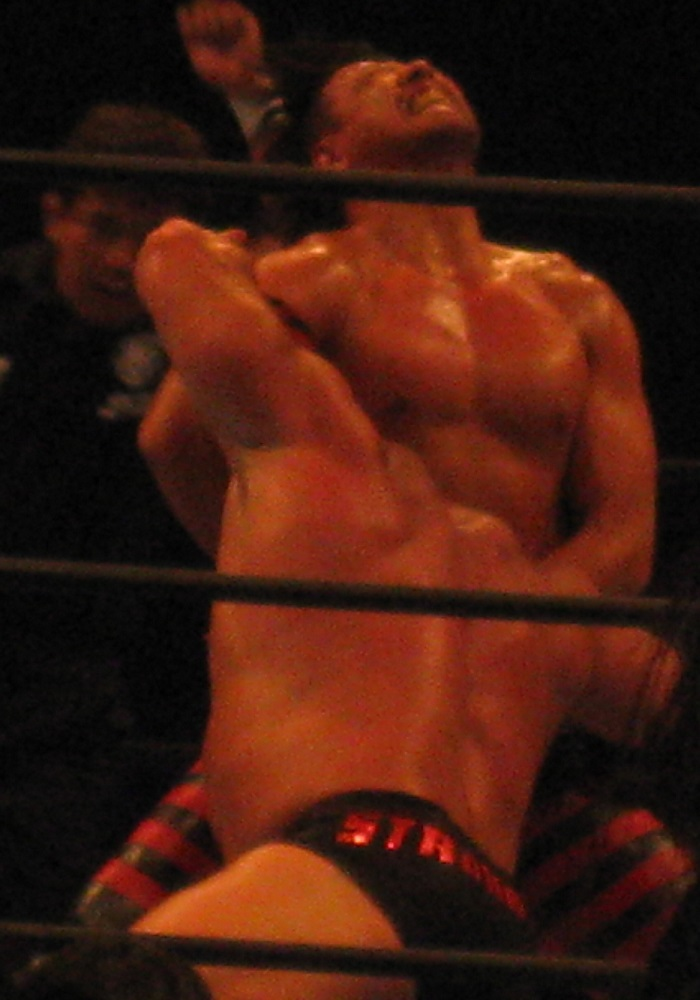
Nakamura prendendo Strong Man em um front sleeper

  - Boma Ye/Kinshasa (Knee strike joelho na face do oponente sentado ou ajoelhado,[1][5][4] algumas vezes da segunda corda[132] ou na parte de trás da cabeça do oponente)[132] – 2009–presente
  - Cross armbreaker,[5][4] algumas vezes no ar[1]
  - Landslide (Samoan driver, algumas vezes da segunda corda)[5][4] – 2006–2009; usado raramente
  - Shining Triangle (Running triangle choke executando um triângulo enquanto está com joelho do adversário alavancado)[5][4]
- Movimentos secundários
  - Death Valley driver[5]
  - Double knee backbreaker[58][133][134][135]
  - Double underhook piledriver[5][4]
  - El Niño (Springboard moonsault)[5][4]
  - Front sleeper hold[2]
  - Inverted powerslam[1][5][4]
  - Lariat[5]
- Com Hiroyoshi Tenzan
  - Ten-Naka Koroshi (Doomsday DDT)[136]
- Alcunhas
  - "Child of God"[4]
  - "The Black Savior"[4]
  - "Supernova"[4]
  - "King of Strong Style"
  - "El Samurai de NJPW"[137] (Espanhol para "The Samurai of NJPW") (CMLL)

## Títulos e prêmios
- Inoki Genome Federation

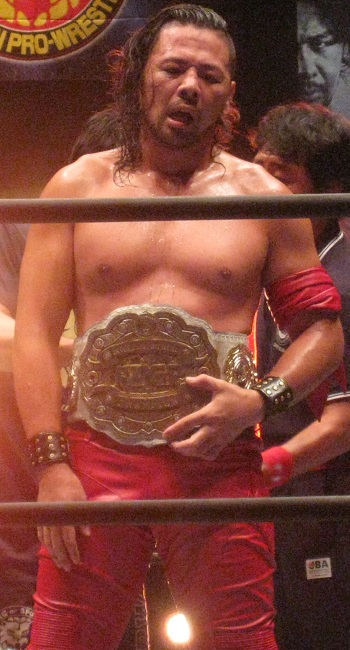
Nakamura como IWGP Intercontinental Champion em setembro de 2014

  - IWGP Heavyweight Championship (1 vez)1[5]
- New Japan Pro Wrestling
  - IWGP Heavyweight Championship (3 vezes)[2]
  - IWGP Intercontinental Championship (5 vezes)[37][71][85][96][112]
  - IWGP Tag Team Championship (1 vez) – com Hiroshi Tanahashi[5]
  - IWGP U-30 Openweight Championship (1 vez)[5]
  - NWF Heavyweight Championship (1 vez)2[5]
  - 10,000,000 Yin Tag Tournament (2004) – com Hiroyoshi Tenzan[5]
  - G1 Climax (2011)[32]
  - G1 Tag League (2006) – com Masahiro Chono[2]
  - National District Tournament (2006) – com Koji Kanemoto[138]
  - New Japan Cup (2014)[84]
  - Teisen Hall Cup Six Man Tag Team Tournament (2003) – com Hiro Saito e Tatsutoshi Goto[5]
  - Yuko Six Man Tag Team Tournament (2004) – com Blue Wolf e Katsuhiko Nakajima[5]
  - Heavyweight Tag MVP Award (2005) com Hiroshi Tanahashi[139]
  - New Wave Award (2003)[140]
  - Tag Team Best Bout (2004) com Hiroyoshi Tenzan vs. Katsuyori Shibata e Masahiro Chono em 24 de outburo[141]
  - Technique Award (2004)[141]
- Pro Wrestling Illustrated
  - PWI o colocou na 5º posição dos 500 melhores lutadores na PWI 500 em 2015[142]
- Tokyo Sports
  - Best Bout Award (2013) vs. Kota Ibushi em 4 de agosto[143]
  - Best Bout Award (2014) vs. Kazuchika Okada em 10 de agosto[144]
  - Rookie of the Year Award (2003)[145]
  - Technique Award (2012)[146][147]
- Wrestling Observer Newsletter
  - 5 Star Match (2015) vs. Kota Ibushi em 4 de janeiro[148]
  - 5 Star Match (2015) vs. Hiroshi Tanahashi em 16 de agosto[149]
  - Mais carismático (2014)[150]
  - Wrestler of the Year (Lutador do Ano) (2014)[150]
  - Wrestling Observer Newsletter Hall of Fame (Classe de 2015)[151]
- WWE
  - WWE United States Championship (3 vezes)
  - WWE Intercontinental Championship (2 vezes)
  - Royal Rumble Match (2018)
  - WWE SmackDown Tag Team Championship (1 vez) - com Cesaro
  - King of the Ring Crown
- WWE NXT
  - NXT Championship (2 vezes)[152]

1 Depois de vencer a versão da IGF do IWGP Heavyweight Championship, o título foi unificado com o da NJPW, o IWGP Heavyweight Championship, que Nakamura também era campeão.

2 Depois de vencer o NWF Heavyweight Championship, o título foi unificado com o IWGP Heavyweight Championship, que Nakamura também era campeão.